# Chaîne Southern Cross
Pour les articles homonymes, voir Southern Cross (homonymie).
La chaîne Southern Cross est une chaîne de montagnes située dans la chaîne Transantarctique, dans la terre Victoria en Antarctique. Elle se prolonge notamment à l'ouest avec le chaînon Deep Freeze, où elle culmine au mont Hewson (3 720 m), et à l'est avec le chaînon Mountaineers.

## Histoire
La zone côtière de la chaîne est observée par James Clark Ross en 1841, puis successivement par Carsten Borchgrevink, Robert Falcon Scott, Ernest Shackleton et Richard Byrd. La chaîne est photographiée puis explorée par des expéditions néo-zélandaises et américaine dans les années 1950 et 1960. Elle est nommée par l'équipe nord de la New Zealand Geological Survey Antarctic Expedition.